# Emoni Bates
Emoni James-Wayne Bates (Ann Arbor, Míchigan; 28 de enero de 2004) es un baloncestista estadounidense que pertenece a la plantilla de los Cleveland Cavaliers de la NBA, con un contrato dual que le permite jugar además en su filial de la G League, los Cleveland Charge. Con 2,03 metros de estatura, juega en la posición de alero.

## Trayectoria deportiva

### Universidad
Jugó una temporada con los Tigers de la Universidad de Memphis, en las que promedió 9,7 puntos, 3,3 rebotes y 1,3 asistencias por partido.
Para su segunda temporada, Bates fue transferido a los Eagles de la Universidad de Míchigan Oriental, el equipo universitario de su ciudad natal, después de considerar también Michigan, Arkansas, Seton Hall, DePaul y Louisville. Antes de la temporada, el 19 de septiembre de 2022, fue suspendido por el equipo luego de ser arrestado por cargos de armas el día anterior. Fue reincorporado el 13 de octubre luego de un acuerdo de culpabilidad que llevaría a que se retiraran los cargos. Jugó una temporada, en la que promedió 19,2 puntos y 5,8 rebotes por partido, siendo incluido en el tercer mejor quinteto de la Mid-American Conference. El 24 de abril de 2023 ingresó su nombre en el draft de la NBA, renunciando a su elegibilidad universitaria restante.

#### Estadísticas
| Año     | Equipo           | PJ | PT | MPP  | %TC  | %3P  | %TL  | RPP | APP | ROB | TPP | PPP  |
| ------- | ---------------- | -- | -- | ---- | ---- | ---- | ---- | --- | --- | --- | --- | ---- |
| 2021–22 | Memphis          | 18 | 13 | 23.4 | .386 | .329 | .646 | 3.3 | 1.3 | .6  | .3  | 9.7  |
| 2022–23 | Eastern Michigan | 30 | 29 | 33.8 | .405 | .330 | .782 | 5.8 | 1.4 | .7  | .5  | 19.2 |
| Total   | Total            | 48 | 42 | 29.9 | .400 | .330 | .749 | 4.8 | 1.4 | .7  | .5  | 15.6 |

### Profesional
Fue elegido en la cuadragesimonovena posición del Draft de la NBA de 2023 por los Cleveland Cavaliers. El 7 de julio de 2023 firmó un contrato dual con los Cavs y su filial en la G League, los Cleveland Charge.
En agosto de 2024 renueva con los Cavs su contrato dual.

## Estadísticas de su carrera en la NBA

### Temporada regular
| Año     | Equipo    | PJ | PT | MPP | %TC  | %3P  | %TL  | RPP | APP | ROB | TPP | PPP |
| ------- | --------- | -- | -- | --- | ---- | ---- | ---- | --- | --- | --- | --- | --- |
| 2023-24 | Cleveland | 15 | 0  | 8.9 | .306 | .303 | .250 | .9  | .7  | .1  | .1  | 2.7 |
| 2024-25 | Cleveland | 10 | 0  | 7.5 | .342 | .367 | —    | .7  | .8  | .1  | .1  | 3.7 |
| Total   | Total     | 25 | 0  | 8.3 | .322 | .333 | .250 | .8  | .7  | .1  | .1  | 3.1 |